# SBS 여성극장
《SBS 여성극장》은 SBS에서 1991년 12월 19일부터 1992년 5월 11일까지 방송되었던 단막극 프로그램이며 단막극으로는 보기 드물게 주제가를 내보냈고 여성문제를 여성 자신의 시각으로 접근하여 이의 극복방안을 시청자와 함께 생각해 보자는 의도에서 기획됐지만 진부한 줄거리 - 반복되는 소재사용 등으로 본래의 기획의도를 살리지 못했다는 혹평이 있었다.

## 방송 시간
| 방송 채널 | 방송 기간                          | 방송 시간                     |
| --------- | ---------------------------------- | ----------------------------- |
| SBS TV    | 1991년 12월 19일 ~ 1992년 3월 19일 | 매주 목요일 저녁 8:55 ~ 9:55  |
| SBS TV    | 1992년 3월 23일 ~ 1992년 5월 11일  | 매주 월요일 저녁 9:55 ~ 10:50 |

## 작품 리스트

### 1991년
| 회차 | 방송일    | 작품명             | 극본   | 연출   | 출연자 |
| ---- | --------- | ------------------ | ------ | ------ | --- |
| 1회  | 12월 19일 | 술래의 잠          | 최현경 | 문정수 | 정애리, 태민영, 이형준, 문창길, 장기용, 이한수, 조재훈, 여운국, 임영식, 박연주, 최상근, 박성희                                         |
| 2회  | 12월 26일 | 돌지 않는 바람개비 | 최현경 | 문정수 | 이경미, 김효원, 김형자, 이주실, 강영아, 신귀식, 이원종, 기정수, 양형욱, 조양자, 윤관용, 이미남, 공형진, 최유미, 권혁호, 서창호, 류진호 |

### 1992년
| 회차 | 방송일   | 작품명                 | 극본   | 연출   | 출연자 |
| ---- | -------- | ---------------------- | ------ | ------ | --- |
| 3회  | 1월 9일  | 아! 행복한 날          | 허윤희 | 박진수 | 김영옥, 우상민, 김갑수, 변희봉, 오미연, 조성숙, 장정연, 장덕수, 신지희                                                         |
| 4회  | 1월 16일 | 아브라함은 이삭을 낳고 | 최현경 | 문정수 | 권기선, 문창길, 장미자, 권미혜, 노경주, 박정수, 서준영, 권소정, 윤문영, 차민영, 김시중                                         |
| 5회  | 1월 23일 | 은빛 물고기            | 윤영희 | 박진수 | 사미자, 하미혜, 남성훈, 김인문, 이원종, 강태기, 최유미, 정수영, 박소정, 이소현, 노승근, 한아름                                 |
| 6회  | 1월 30일 | 겨울나기               | 최순식 | 문정수 | 김일란, 김효원, 서학, 신귀식, 김기복, 정수영, 박민, 이지현, 김은경, 최상근, 성동일, 엄수진                                     |
| 7회  | 2월 6일  | 꼬리연                 | 허숙   | 주일청 | 이경표, 민욱, 박주아, 권미혜, 김시원, 최창호, 봉혜선, 황범식, 박해상, 고희준, 이한승, 김기복, 한정국, 황덕재, 김명곤, 한희주   |
| 8회  | 2월 13일 | 반지                   | 이선희 | 박진수 | 김윤경, 정동환, 오미연, 김동주, 김갑수, 이원종, 원미원, 이배국, 김희령, 김희정, 최유미, 한홍비, 이지현, 최상근, 성동일, 변성현 |
| 9회  | 2월 20일 | 결혼 행진곡            | 최현경 | 문정수 | 박진성, 노경주, 최명수, 이주실, 사미자, 남일우, 전원주, 전광열, 김주명, 여운국, 정수영, 오아랑, 성동일, 김희정, 이지현, 김민정 |
| 10회 | 2월 27일 | 우리 다시 만날때는     | 최현경 | 주일청 | 차철순, 김청, 안영주, 김성겸, 서우림, 엄유신, 김복희, 박수진, 장이경, 김희정, 김민정                                           |
| 11회 | 3월 5일  | 낯선 바다              | 이화자 | 박진수 | 김윤경, 김흥기, 안연홍, 장덕수, 김을동, 신충식, 이대로, 안영주, 변은영, 이승준, 조성숙, 김희정                                 |
| 12회 | 3월 12일 | 매혹의 덫              | 최순식 | 박진수 | 한진희, 노경주, 하미혜, 김성일, 정수영, 성동일, 이혜근                                                                         |
| 13회 | 3월 19일 | 바람과 항아리          | 박현주 | 오세강 | 연운경, 백윤식, 최현미, 곽정희, 이한나, 김하림, 김영선, 김기복, 김희정, 변성현, 강효정                                         |
| 14회 | 3월 23일 | 두엄자리               | 이화자 | 박진수 | 백수련, 정재순, 전미선, 전양자, 남일우, 이배국, 김갑수, 유순철, 원미원, 조명현, 이한기                                         |
| 15회 | 3월 30일 | 서울 아내              | 안태교 | 오종록 | 이미영, 맹상훈, 장보규, 신충식, 김영옥, 심양홍, 강미, 김영석, 김경열, 순동운, 서영애, 엄수진, 황미선, 이보나                   |
| 16회 | 4월 6일  | 아이야 너의 가슴엔     | 홍외준 | 구본근 | 남성훈, 이상숙, 송석호, 이효정, 원미원, 전미선, 김석태                                                                         |
| 17회 | 4월 13일 | 손주 며느리의 봄       | 하청옥 | 오세강 | 백수련, 박진성, 이상아, 박예숙, 권소정, 양형욱, 김민정, 공형진                                                                 |
| 18회 | 4월 20일 | 압구정풍               | 김경형 | 오종록 | 옥소리, 정낙희, 이영범, 이효정, 김홍석, 성동일, 전운, 선우용녀, 순동운, 홍승옥, 오상희, 서재경                                 |
| 19회 | 4월 27일 | 내 곁의 낯선 그대      | 홍외준 | 구본근 | 김환교, 권소정, 심양홍, 이은철                                                                                                 |
| 20회 | 5월 4일  | 흔들리는 거리          | 문경심 | 이종한 | 김민정, 오지혜, 황미선, 김희정, 김을동, 선동혁, 김순이, 최형윤, 신원균, 이필수, 이미남, 최유미, 홍미라                         |
| 21회 | 5월 11일 | 잃어버린 남편          | 김경형 | 오종록 | 신영진, 김응석, 신양희, 이창훈, 이재훈, 성동일, 서갑숙, 순동운, 김하라                                                         |

## 결방
- 1992년 1월 2일 - 8시 30분부터 신년특집 드라마 <다시 열리는 세월> 2부 편성[3]

## 같이 보기
| - KBS 문예극장 - KBS TV 문학관 - KBS 드라마 초대석 - KBS 논픽션 드라마 - KBS TV 문예극장 - KBS 신 TV 문학관 - KBS HDTV 문학관 - KBS 드라마게임 - KBS 드라마 스페셜 (구) - KBS 테마 드라마 - KBS 금요극장 - KBS 일요베스트 - KBS 드라마시티 - KBS 드라마 스페셜 (신) - KBS 드라마 스페셜 연작 시리즈 - KBS 웹드라마 스페셜 - KBS 청소년문학관 - KBS 가요드라마 | - MBC 베스트셀러극장 - MBC 금요극장 - MBC TV 피처 - MBC 베스트극장 - MBC 일요 드라마 극장 - MBC 드라마 페스티벌 - SBS 여성극장 - SBS 70분드라마 - SBS 오픈드라마 남과여 - JTBC 드라마페스타 - tvN 드라마 스테이지 - tvN 드라마 O'PENing |